# Megaselia aristolochiae
Megaselia aristolochiae är en tvåvingeart som beskrevs av Hime och Costa 1985. Megaselia aristolochiae ingår i släktet Megaselia och familjen puckelflugor. Inga underarter finns listade i Catalogue of Life.